# Buses Lit
Buses LiT fue una empresa de transportes de pasajeros de Chile, que en octubre del año 2001 fue absorbida por el grupo español ALSA, que además compró Tas Choapa, pasando a ser Alsa Chile.
La empresa Sociedad Venegas e Insulza Limitada, a cargo de Buses Lit, fue fundada en 1946, operaba entre las ciudades de La Serena por el norte y Puerto Montt por el sur. Contaba con una flota de 35 buses en el año 2001, muchos de ellos fabricados por la alemana Setra y con los nombres de distintos lugares de Chile en sus costados. 
A inicios de los sesenta eran junto a Buses Vía Sur, las únicas empresas que viajaban desde Santiago más al sur de Concepción. En la década del setenta, la empresa de buses "Lit Frontera" fue intervenida por el Estado, luego de lo cual se creó Buses Lis Frontera, con trabajadores que venían de Lit.
Buses LIT tenía salidas desde el Terminal Sur de Santiago y desde su propio terminal de buses en Gran Avenida con Departamental, en la comuna de San Miguel.
Hasta 1981 Buses LIT tuvo dos dueños, Rubén Venegas y Agustín Insulza, quien falleció ese mismo año y repartió sus acciones a sus herederos, entre los que se encontraba José Miguel Insulza hasta comienzos de los noventa. 
Otro de los dueños que tuvo la empresa fue Humberto Lira Venegas, también dirigente del club Universidad de Chile y uno de los descubridores de Marcelo Salas, gracias a un dato Hernán Luna, conductor de la empresa.
En el año 2000 se produce un cambio en la Sociedad Venegas e Insulza tras el retiro de Carmen Venegas Carrasco. De esta manera quedan Rubén Venegas Rodríguez con un 42%, Estanislao Insulza con un 21%, Maria Eliana Venegas con 12.5%, Rubén Venegas Carrasco con 12.5% y Humberto Lira Mafioletti con un 11.5%
La empresa tenía sus salidas al sur del país desde la calle Mensia de los Nidos, costado norte de la plaza Almagro, hoy 2018 Parque Almagro. También salían de ahí Buses Vía Sur, Buses Galgo Azul, Buses Santa Cruz y otras empresas más pequeñas. Previó a la década del 70 los buses salían desde su terminal privado de calle Serrano con servicio de cafetería, Sala de espera y baños, todo un acontecimiento para esos años. Llegaron a contar con azafatas a bordo. 
Sus principales marcas de buses eran Mercedes Benz, Setra y tuvieron unos buses españoles y portugueses.Barreiros.
Luego de la intervención recomenzaron en calle Eyzaguirre al llegar a San Diego con unos buses  Magirus argentinos de color azul.
Sus destinos principales era Concepción.Valdivia, Osorno y Puerto Montt y la última salida a las 22 horas. Cauquenes.

## Adquisición por parte de ALSA
En octubre del año 2001, el grupo empresarial español Alsa Enatcar compró el 51% de Buses LIT a la sociedad "Venegas e Insulza Limitada", surgiendo una nueva compañía, Autobuses Lit S.A. (ALSA).

## Flota
Máquina 73: Kassbohrer Setra S215 HD con patente CS4464, fabricado en el año 1984. Estaba identificado como Antártica Chilena y era conducido por Ángel Más.

### Conductores destacados
Moisés Álvarez (fallecido en diciembre de 2007), Ángel Más, Hernán Luna, Carlos San Matin Carrasco (fallecido el 21 de marzo de 2023), Sergio Álvavez

## Destinos
La Serena, Coquimbo, Ovalle, Viña del Mar, Valparaíso, Santiago, Curicó, Talca, Linares, Chillán, Bulnes, Concepción, Talcahuano, Los Ángeles, Mulchén, Victoria, Traiguén, Temuco, Villarica, Pucón, Valdivia, Osorno, Puerto Montt.

## Terminal de Gran Avenida
La empresa fue pionera en tener un terminal de buses en la zona sur de Santiago, ubicado en la concurrida Gran Avenida esquina Departamental, comuna de San Miguel.
El kiosco de la instalación era atendido por el exjugador de fútbol Guillermo Oliver.

## Regreso a las rutas
La empresa ha confirmado que regresa a prestar servicios de transporte interurbano en Chile.